# Сайда Губа
Сайда Губа е селище в Мурманска област, Русия.
Заедно с гр. Гаджиево образуват административно-териториалната единица Градски окръг ЗАТО Александровск. Имало е статут на селище от градски тип от 1938 до 1979 г.
Разположено е на бреговете на Баренцово море, на изхода на Колския залив. Намира се на 67 километра от Мурманск. Координати 69°14′ с. ш. 33°13′ и. д. / 69.233333° с. ш. 33.216667° и. д.. В селището не е регистрирано население при преброяването от 2010 г.
В селището се изгражда пункт за дългосрочно съхраняване на реакторни отсеци на подводници с капацитет 120 реактора. Завършването на строителството на този пункт се планира за 2013 г.
|  | Тази страница частично или изцяло представлява превод на страницата „Сайда Губа“ в Уикипедия на руски. Оригиналният текст, както и този превод, са защитени от Лиценза „Криейтив Комънс – Признание – Споделяне на споделеното“, а за съдържание, създадено преди юни 2009 година – от Лиценза за свободна документация на ГНУ. Прегледайте историята на редакциите на оригиналната страница, както и на преводната страница, за да видите списъка на съавторите. ВАЖНО: Този шаблон се отнася единствено до авторските права върху съдържанието на статията. Добавянето му не отменя изискването да се посочват конкретни източници на твърденията, които да бъдат благонадеждни. |